# Promotion League 2014/15
Die Promotion League 2014/15 war die 3. Spielzeit der 2012 neu geschaffenen dritten Schweizer Spielklasse im Fussball der Männer. Bis anhin hatte sie den Namen 1. Liga Promotion getragen. An der Promotion League nahmen sechzehn Mannschaften teil, darunter auch vier U-21-Mannschaften.
Nach zwei Jahren unter der Bezeichnung 1. Liga Promotion wurde eine Namensänderung in Promotion League vorgenommen. Die unter ihr stehende 1. Liga Classic, die vor 2012 unter dem Namen 1. Liga die dritthöchste Spielklasse war und seither die vierthöchste ist, nahm ihren alten Namen wieder an.
Aufsteiger Neuchâtel Xamax sicherte sich mit 13 Punkten Vorsprung den nächsten Aufstieg und kehrte nach dem Konkurs im Jahr 2012 wieder in den Profifussball zurück. U-21-Mannschaften wären nicht aufstiegsberechtigt gewesen. Der FC Locarno und die SR Delémont mussten den Gang in die 1. Liga antreten.

## Modus
Die sechzehn Vereine der Promotion League traten je zweimal gegen jeden Gegner an, einmal im heimischen Stadion, einmal auswärts. Insgesamt absolvierte so jedes Team 30 Spiele. Die bestklassierte Mannschaft, die keine U-21-Mannschaft war, stieg am Ende der Saison in die Challenge League auf, die zwei letztklassierten Mannschaften stiegen in die 1. Liga ab.

## Tabelle
| Pl. | Verein                 | Sp. | S  | U  | N  | Tore    | Diff. | Punkte |
| --- | ---------------------- | --- | -- | -- | -- | ------- | ----- | ------ |
| 1. | Neuchâtel Xamax (N)    | 30  | 22 | 4  | 4  | 079:310 | +48   | 70     |
| 2. | FC Köniz               | 30  | 17 | 6  | 7  | 060:340 | +26   | 57     |
| 3. | FC Breitenrain         | 30  | 13 | 10 | 7  | 050:400 | +10   | 49     |
| 4. | SC YF Juventus Zürich  | 30  | 13 | 8  | 9  | 054:520 | +2    | 47     |
| 5. | FC Sion II             | 30  | 13 | 5  | 12 | 051:500 | +1    | 44     |
| 6. | FC Rapperswil-Jona (N) | 30  | 13 | 5  | 12 | 046:480 | −2    | 44     |
| 7. | Étoile Carouge FC      | 30  | 12 | 7  | 11 | 041:390 | +2    | 43     |
| 8. | FC Zürich II           | 30  | 13 | 4  | 13 | 048:500 | −2    | 43     |
| 9. | Stade Nyonnais         | 30  | 12 | 6  | 12 | 039:370 | +2    | 42     |
| 10. | FC St. Gallen II       | 30  | 12 | 5  | 13 | 052:510 | +1    | 41     |
| 11. | FC Basel II            | 30  | 12 | 4  | 14 | 057:550 | +2    | 40     |
| 12. | FC Tuggen              | 30  | 11 | 2  | 17 | 041:640 | −23   | 35     |
| 13. | SC Brühl St. Gallen    | 30  | 10 | 3  | 17 | 045:640 | −19   | 33     |
| 14. | BSC Old Boys Basel     | 30  | 8  | 7  | 15 | 042:520 | −10   | 31     |
| 15. | FC Locarno (A)         | 30  | 8  | 5  | 17 | 038:540 | −16   | 29     |
| 16. | SR Delémont            | 30  | 6  | 9  | 15 | 042:640 | −22   | 27     |
| Endstand (A) Absteiger der Saison 2013/14 (N) Neuaufsteiger der Saison 2013/14 Aufstieg in die Challenge League 2015/16 Abstieg in die 1. Liga |                        |     |    |    |    |         |       |        |

## 1. Liga – Aufstiegsspiele
In der Promotion League (bis anhin 1. Liga Promotion genannt) können maximal vier U-21-Mannschaften spielen. Entsprechend nahmen maximal so viele U-21-Mannschaften an den Spielen um den Aufstieg in die Promotion League teil, wie freie Plätze vorhanden waren. In zwei Runden wurden von den besten beiden Teams jeder der drei Gruppen der 1. Liga Classic und den beiden besten Gruppendritten zwei Aufsteiger in die Promotion League ermittelt. Die Begegnungen wurden am 30. Mai 2015 ausgelost.Die Spiele fanden zwischen dem 3. Juni und dem 13. Juni statt.

### Zwischenrunde
Die Hinspiele wurden am 3. Juni 2015 ausgetragen, die Rückspiele am 6. Juni.
|                  | Gesamt    |                         | Hinspiel | Rückspiel |
| ---------------- | --------- | ----------------------- | -------- | --------- |
| FC Baden         | 0:9       | SC Cham                 | 0:4      | 0:5       |
| FC Zug 94        | (a)2:2(a) | FC Wettswil-Bonstetten  | 2:2      | 0:0       |
| FC Gossau        | 3:4       | FC Stade Lausanne-Ouchy | 1:1      | 2:3       |
| Yverdon-Sport FC | 2:8       | SC Kriens               | 1:6      | 1:2       |

### Aufstiegsrunde
Die Sieger aus den beiden Begegnungen der Aufstiegsrunde nahmen in der Saison 2015/16 an der Promotion League teil. Die Hinspiele fanden am 10. Juni 2015 statt, die Rückspiele am 13. Juni.
|                         | Gesamt |           | Hinspiel | Rückspiel |
| ----------------------- | ------ | --------- | -------- | --------- |
| FC Stade Lausanne-Ouchy | 2:3    | SC Kriens | 2:2      | 0:1       |
| FC Wettswil-Bonstetten  | 3:7    | SC Cham   | 2:5      | 1:2       |

## Stadien
| Stadt                                               | Einwohner | Verein                | Stadion                      | Kapazität | Gesamt | Schnitt | ± zu 2013/14 |
| --------------------------------------------------- | --------- | --------------------- | ---------------------------- | --------- | ------ | ------- | ------------ |
| Basel                                               | 174'4910  | FC Basel II           | Stadion Rankhof              | 07'600    | 02'940 | 0 196   | +18,79 %     |
| Basel                                               | 174'4910  | BSC Old Boys          | Stadion Schützenmatte        | 08'000    | 02'778 | 0 185   | −01,60 %     |
| Bern                                                | 128'8480  | FC Breitenrain        | Spitalacker                  | 01'200    | 06'095 | 0 406   | +31,82 %     |
| Carouge                                             | 020'6300  | Étoile Carouge FC     | Stade de la Fontenette       | 07'200    | 03'764 | 0 251   | +10,57 %     |
| Delsberg                                            | 012'4850  | SR Delémont           | La Blancherie                | 05'263    | 07'325 | 0 488   | +36,69 %     |
| Köniz                                               | 039'7940  | FC Köniz              | Sportplatz Liebefeld-Hessgut | 02'000    | 05'075 | 0 338   | +13,04 %     |
| Locarno                                             | 015'1850  | FC Locarno            | Stadio Lido                  | 11'000    | 05'850 | 0 390   | −31,34 %     |
| Neuenburg NE                                        | 033'6410  | Neuchâtel Xamax       | Stade de la Maladière        | 12'500    | 44'384 | 2'959   | +99,26 %     |
| Nyon                                                | 019'0160  | Stade Nyonnais        | Centre sportif de Colovray   | 07'200    | 04'500 | 0 300   | +12,78 %     |
| Rapperswil-Jona                                     | 026'5420  | FC Rapperswil-Jona    | Stadion Grünfeld             | 03'000    | 08'305 | 0 554   | +24,49 %     |
| Sitten                                              | 032'7970  | FC Sion II            | Stade de Tourbillon          | 16'500    | 01'940 | 0 129   | +03,20 %     |
| St. Gallen                                          | 074'5810  | SC Brühl St. Gallen   | Paul-Grüninger-Stadion       | 04'200    | 11'180 | 0 745   | +18,63 %     |
| St. Gallen                                          | 074'5810  | FC St. Gallen II      | Espenmoos                    | 05'700    | 02'560 | 0 171   | −15,35 %     |
| Tuggen                                              | 003'0650  | FC Tuggen             | Linthstrasse                 | 02'800    | 05'112 | 0 341   | +05,25 %     |
| Zürich                                              | 404'7830  | SC YF Juventus Zürich | Sportanlage Juchhof 1        | 01'000    | 01'750 | 0 117   | −18,75 %     |
| Zürich                                              | 404'7830  | FC Zürich II          | Sportanlage Heerenschürli    | 01'500    | 02'500 | 0 167   | −07,34 %     |
| Quelle: Besucherzahlen 2014/15 auf transfermarkt.ch |           |                       |                              |           |        |         |              |